# Piptochaetium alpinum
Piptochaetium alpinum är en gräsart som beskrevs av Lyman Bradford Smith. Piptochaetium alpinum ingår i släktet Piptochaetium och familjen gräs. Inga underarter finns listade i Catalogue of Life.